# Eva Lund
Eva Lund (* 1. Mai 1971 in Stockholm als Eva Eriksson) ist eine schwedische Curlerin.
Sie gehört dem Härnösands Curlingklubb an und spielt im Team von Skip Anette Norberg auf der Position des Third. Eva Lund ist mit dem schwedischen Curling-Nationaltrainer Stefan Lund verheiratet und arbeitet nebenberuflich als Projektleiterin.
Seit ihrem Debüt hat Lund schon 7 Mal die Europameisterschaft und 2 Mal die Weltmeisterschaft im Curling gewonnen.
Als Third des schwedischen Curlingteams mit Skip Anette Norberg, Second Cathrine Lindahl, Lead Anna Svärd und Alternate Ulrika Bergman gewann Lund 2006 die olympische Goldmedaille in Turin. Im Finale setzte sich die Mannschaft mit 7:6 Steinen gegen die Schweiz durch.
2010 gewann sie mit demselben Team in Vancouver zum zweiten Mal Gold bei Olympischen Winterspielen. Im Finale schlugen sie die Kanadierinnen um Skip Cheryl Bernard mit 7:6 nach einem gestohlenen Stein im Zusatzend.

## Erfolge
- Olympische Spiele: Gold 2006 und 2010
- Weltmeisterschaften: Silber 2001 und 2009, Bronze 2003, Gold 2005, Gold 2006
- Europameisterschaften: Gold 1993, Gold 2001, Gold 2002, Gold 2003, Gold 2004, Gold 2005, Gold 2007, Silber 2008
- Junioren-Weltmeisterschaften: Silber 1990, Gold 1991, Bronze 1992